# 13 Rue Madeleine
13 Rue Madeleine is een Amerikaanse oorlogsfilm uit 1947 onder regie van Henry Hathaway.

## Verhaal
Bob Sharkey traint tijdens de Tweede Wereldoorlog spionnen voor missies in nazi-Duitsland. Hij ontdekt dat de spion Bill O'Connell een Duitse infiltrant is. Sharkey tracht de infiltrant verkeerde informatie te geven. O'Connell ruikt echter onraad.

## Rolverdeling
| Acteur          | Personage             |
| --------------- | --------------------- |
| James Cagney    | Bob Sharkey           |
| Annabella       | Suzanne de Beaumont   |
| Richard Conte   | Bill O'Connell        |
| Frank Latimore  | Jeff Lassiter         |
| Walter Abel     | Charles Gibson        |
| Melville Cooper | Pappy Simpson         |
| Sam Jaffe       | Burgemeester Galimard |